# Дивайн, Дана
Дана Дивайн (англ. Dana Devine) — исследовательница переливания крови и президент AABB. С 2012 по 2020 год она была главным редактором медицинского журнала Vox Sanguinis. Дивайн также является главным научным сотрудником Канадской службы крови и директором Центра исследований крови в Университете Британской Колумбии. В 2015 году она была избрана членом Канадской академии медицинских наук. В 2022 году она была избрана президентом Ассоциации биомедицинского совершенства за безопасное переливание крови.

## Образование
Под руководством доктора Венделла Ф. Руза Дивайн получила докторскую степень по иммунологии в Университете Дьюка в 1986 году. Ранее она получила степень бакалавра по биологии и степень магистра по морской биологии в Бостонском университете.

## Исследования и карьера
Впервые Дивайн присоединилась к Канадской службе крови (CBS) в 1999 году после её создания в результате расследования Кревера в качестве исполнительного директора по исследованиям и разработкам. На посту директора она сыграла важную роль в развитии инновационного центра CBS, включая его исследовательский центр netCAD Blood4Research в Ванкувере, который получил мировое признание за свою работу по стимулированию инноваций в области трансфузионной медицины путём сбора крови для исследований в области сбора, производства и хранения крови. Другие страны черпают вдохновение из этой модели, включая США и Австралию. Она была вице-президентом по медицинским, научным и исследовательским вопросам в течение 11 лет, прежде чем стать главным научным сотрудником. Её работа в CBS включала усовершенствование тестирования на инфекции, передающиеся через кровь, донорских и трансплантационных услуг, надзора и эпидемиологии, а также усовершенствование процессов производства тромбоцитарных единиц. Также в ответ на расследование Кревера в 2002 году Дивайн стала соучредителем Центра исследований крови. В 2021 году она стала его директором.
Дивайн была избрана президентом AABB в 2020 году и вступила в должность в октябре 2021 года. Ранее она была вице-президентом AABB. Являясь членом AABB с 1998 года, Дана осознаёт проблемы, с которыми сталкивается эта область, включая поддержание стабильного и адекватного запаса крови, обеспечение достаточного количества хорошо обученной рабочей силы и продвижение исследований. На посту президента Дивайн взяла на себя обязательство выступать в качестве сторонника исследований в этой области, полагая, что стоящие перед ней проблемы можно решить с помощью инноваций.
За «решающее научное руководство системой крови Канады» Дивайн в 2015 году была избрана членом Канадской академии медицинских наук.
С 2000 года Дивайн является профессором кафедры патологии и лабораторной медицины Университета Британской Колумбии, где она также является директором программы последипломного образования.
Научно-исследовательские специальности Дивайн включают управление системой крови и улучшение качества, биологию тромбоцитов и свёртывание крови, а также биохимию системы комплемента. Она является президентом организации Biomedical Excellence for Safer Transfusion (BEST), где её проекты направлены на улучшение обработки, качества и использования традиционных компонентов крови. Она посетила свою первую встречу BEST в 2002 году, после чего присоединилась к команде Conventional Components под руководством доктора Шерил Слитчтер и Нэнси Хеддл. После этого она возглавила команду совместно с доктором Питером ван дер Меером и по сей день занимает эту должность. Усилия Даны в качестве руководителя BEST привели к публикации статей в известных журналах. Будучи президентом, Дивайн стремится возглавить Best Collaborative для решения насущных проблем в сообществе, включая потерю ДЭГФ из контейнеров для хранения крови, и напомнить операторам переливания крови о необходимости перепроверять всю свою продукцию. Она будет исполнять обязанности президента BEST Collaborative в течение четырёх лет.
Её лаборатория в Университете Британской Колумбии занимается улучшением качества хранения тромбоцитарных единиц. Дивайн также участвует в исследовании по использованию реконвалесцентной плазмы для лечения COVID-19, а также в исследовании с использованием рамановской спектроскопии для оценки качества хранящихся эритроцитов.
Дана также является членом различных советов биотехнологических компаний и операторов крови. Дивайн является председателем медицинского консультативного совета «Macopharma», компании по производству препаратов для переливания крови, базирующейся в Лилле, Франция. Она также является членом совета директоров стартапа по генной терапии STMR.Bio, базирующегося в Бостоне, США. Она также входит в состав научно-консультативных советов операторов служб крови, включая Lifeblood Австралийского Красного Креста, Vitalant и Bloodworks Northwest (ранее Puget Sound Blood Centre). Дана Дивайн также является председателем медицинского консультативного комитета крупнейшего оператора по переливанию крови в США — Американского Красного Креста.
Дане приписывают более ста публикаций в научных журналах. Её публикации собрали более десяти тысяч цитирований. Её наиболее цитируемая работа называется «Клинические результаты после внедрения Канадской универсальной программы снижения лейкоцитов при переливании эритроцитов», на неё ссылаются более 400 раз.